# Dieter Dorner (Politiker)

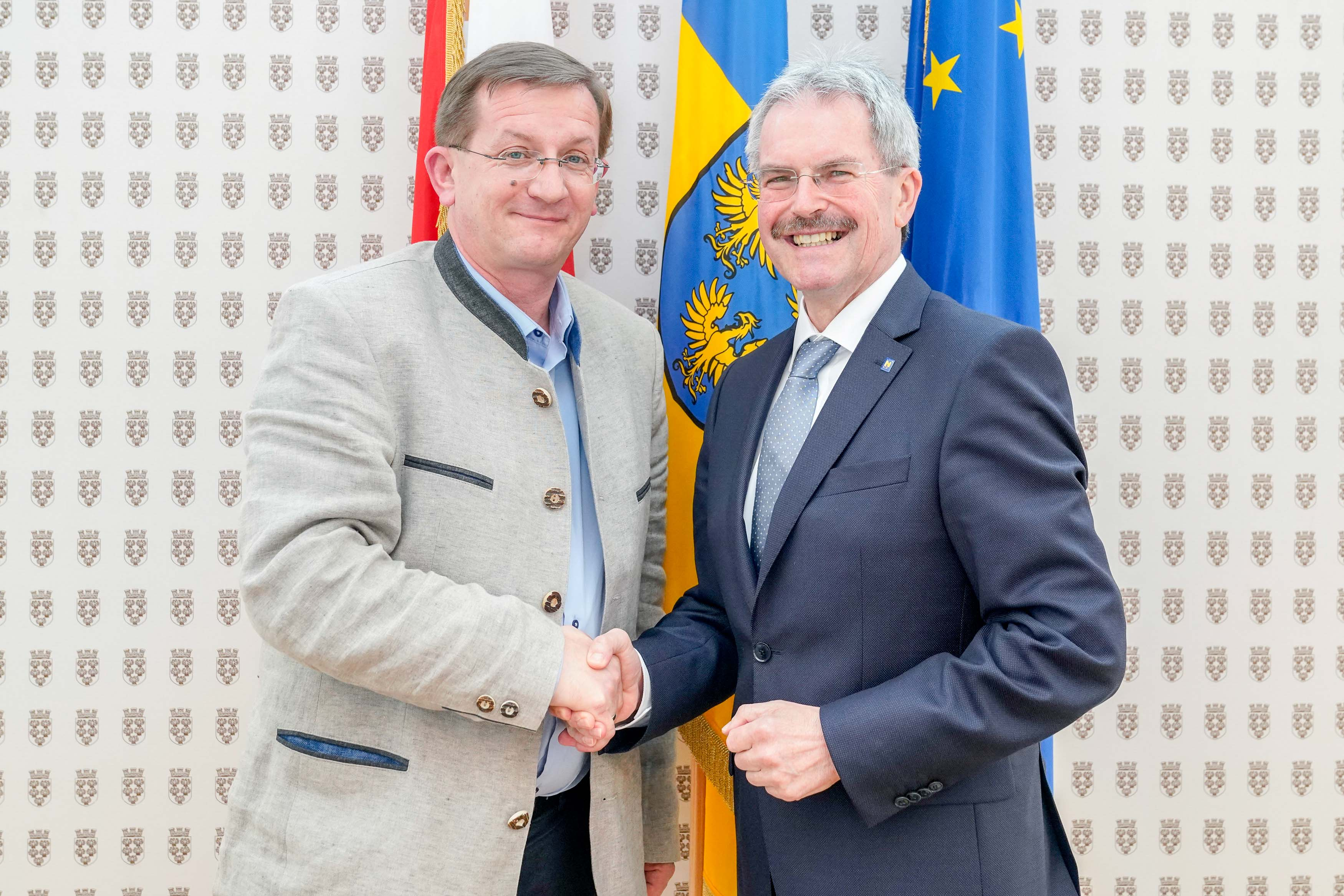
Dieter Dorner (links) mit Karl Wilfing (2018)

Dieter Helmut Douglas Dorner (* 22. November 1967 in Wien) ist ein österreichischer Politiker (FPÖ).

## Politischer Werdegang
Neben seiner Tätigkeit als FPÖ Ortsparteiobmann in Untersiebenbrunn (NÖ), fungierte er als geschäftsführender Gemeinderat in seiner damaligen Heimatgemeinde von 2015 bis 2018, von 2019 bis 2020 als Gemeinderat.
Die Funktion als Obmann des GVV (Gemeindevertreter-Verbandes) im Bezirk Gänserndorf hatte Dorner ebenfalls von 2015 bis 2020 inne. Seit 2020 bekleidet er die Funktion des geschäftsführenden Obmanns des GVV - Verband Freiheitlicher und Unabhängiger Gemeindevertreter Niederösterreichs. Im September 2018 wurde Dorner zum FPÖ-Bezirksparteiobmann im Bezirk Gänserndorf gewählt und im Zuge des Bezirksparteitages im September 2021 mit 96,08 % aller Delegiertenstimmen in seiner Funktion bestätigt.
Seit 22. März 2018 ist er Abgeordneter im niederösterreichischen Landtag und Clubsprecher für Verkehr, Kommunales und Rechnungshofangelegenheiten.
Bei der Landtagswahl 2023 trat er erneut als FPÖ-Spitzenkandidat im Landtagswahlkreis Gänserndorf an.